# Tractament penitenciari
El tractament penitenciari és un conjunt de mesures i activitats que s'apliquen a les persones privades de llibertat per a garantir el seu dret a la reinserció social. Aquestes mesures i activitats tenen com a objectius principals la prevenció de la reincidència i la rehabilitació dels reclusos.
El tractament penitenciari inclou diferents tipus d'intervencions, com ara l'atenció a les necessitats bàsiques dels reclusos, la formació i l'educació, les activitats laborals, les activitats de temps lliure, l'atenció a la salut i la gestió dels programes de reinserció social.
Aquestes intervencions estan encaminades a millorar les habilitats i competències dels reclusos, a fomentar la seva responsabilitat i a reduir els factors de risc que poden portar a la reincidència. El tractament penitenciari també busca establir una relació de confiança entre els reclusos i els professionals que treballen en els centres penitenciaris.
El tractament penitenciari és una responsabilitat compartida entre les autoritats públiques i les organitzacions de la societat civil que treballen en aquest àmbit. També és important la participació i el suport de les famílies i la comunitat en el procés de reinserció dels reclusos.